# Ottobeuren
Ottobeuren es un municipio situado en el distrito de Baja Algovia, en el estado federado de Baviera (Alemania), con una población a finales de 2016 de unos 8273 habitantes.
Se encuentra ubicado al suroeste del estado, en la región de Suabia, en la vertiente septentrional de las estribaciones de los Alpes, cerca del río Iller —un afluente derecho del Danubio— y de la frontera con el estado de Baden-Wurtemberg.